# Поцілунок у долоньці
Поцілунок у долоньці — американська дитяча книжка-картинка, написана Одрі Пенн та проілюстрована Рут Е. Харпер і Ненсі М. Лік. Вперше опублікована Лігою захисту дітей Америки в 1993 році, ця книжка стала терапевтичною для «дітей, які страждають від тривоги розлуки».
На основі онлайн-опитування 2007 року Національна освітня асоціація США включила книгу до списку «100 найкращих дитячих книг для вчителів». Це була одна зі «100 найкращих книжок з малюнками» всіх часів за опитуванням американського журналу School Library Journal у 2012 році. Книжка була перекладена щонайменше п'ятьма мовами й мала шість продовжень.

## Ідея
Якось Одрі Пенн побачила, як мама-єнотиха притисла лапу дитинча-єнота до свого носу, а потім дитинча притисло лапу до свого обличчя. Наглядач парку пояснив, що метою ритуалу було передати запах від матері до дитини, щоб дитина могла згадати його, піднісши лапу до обличчя. Пенн «стала проводити подібний ритуал зі своєю донькою — цілувати їй долоню і казати, що коли вона сумує за домом, вона може притулити долоню до обличчя».

## Сюжет
Честер — маленький єнот, який хвилюється перед першим днем у школі. Мама цілує його в долоню й каже йому, що щойно він відчує себе самотнім і потребуватиме трохи любові, він може просто притиснитм лапку до щоки і знати, що мама любить його. Честер втішається й іде до школи.

## Сприйняття
У 1994 році книга отримала негативну рецензію в журналі School Library Journal, який вважав її лише маркетингом для Ліги добробуту дітей Америки, з «дидактичною історією» та неякісними ілюстраціями. Тим не менш, у 1998 році видавнича компанія Scholastic Corporation опублікувало видання в м’якій обкладинці, яке стала одним із її «найбільших і найпопулярніших бестселерів».
Американська бібліотечна асоціація рекомендувала цю книжку дітям після терактів 11 вересня 2001 року. У 2004 році армія Сполучених Штатів придбала 14 000 примірників "Поцілунка в долоньку" для солдатів, дислокованих за кордоном, щоб вони могли записати своє читання на відео та переслати це своїм родинам додому.
У 2007 році книжка зайняла 49 місце в рейтингу «100 найкращих дитячих книг для вчителів» Національної освітньої асоціації США. У опитуванні журналу School Library Journal у 2012 році вона посіла 95 місце в списку «100 найкращих книжок з малюнками» всіх часів.

## Українське видання
- Одрі Пенн. Поцілунок у долоньці. Переклад з англійської: Анастасія Ковбас. Київ: Риби на даху, 2024. 32 стор. ISBN 978-617-95386-2-9.

## Продовження
- Penn, Audrey (2004). A pocket full of kisses. Washington, DC: Child & Family Press. ISBN 0878688943.
- Penn, Audrey (2007). A kiss goodbye. Terre Haute, IN: Tanglewood Press. ISBN 9781933718040.
- Penn, Audrey (2008). Chester Raccoon and the big bad bully. Terre Haute, IN: Tanglewood Press. ISBN 9781933718156.
- Penn, Audrey (2009). Chester Raccoon and the acorn full of memories. Terre Haute, IN: Tanglewood Press. ISBN 9781933718293.
- Penn, Audrey (2010). A bedtime kiss for Chester Raccoon. Terre Haute, IN: Tanglewood Press. ISBN 9781933718521.
- Penn, Audrey (2017). Chester Raccoon and the Almost Perfect Sleepover. Terre Haute, IN: Tanglewood Press. ISBN 9781939100115.

## Зовнішні посилання
- «Поцілунок у долоньці» на сайті авторки.
- «Поцілунок у долоньці» на сайті видавництва.